# Benice (district de Martin)
Pour les articles homonymes, voir Benice.
Benice (hongrois : Benefalva) est un village de Slovaquie situé dans la région de Žilina.

## Histoire
La première mention écrite du village date de 1267.

## Démographie

### Évolution de la population
| Année:               | 1994. | 2004.   | 2014.    | 2024.   |
| -------------------- | ----- | ------- | -------- | ------- |
| Nombre de personnes: | 276   | 288     | 353      | 343     |
| Différence:          |       | +4,34 % | +22,56 % | -2,83 % |

| Année:               | 2023. | 2024.   |
| -------------------- | ----- | ------- |
| Nombre de personnes: | 344   | 343     |
| Différence:          |       | -0,29 % |